# Alchemilla ypsilotoma
Alchemilla ypsilotoma é uma espécie de rosácea do gênero Alchemilla, pertencente à família Rosaceae.